# Фанкстаун (Мериленд)
Фанкстаун (енгл. Funkstown) град је у америчкој савезној држави Мериленд.

## Демографија
По попису из 2010. године број становника је 904, што је 79 (-8,0%) становника мање него 2000. године.
| Група             | 2000.       | 2010.       |
| Белци             | 961 (97,8%) | 873 (96,6%) |
| Афроамериканци    | 6 (0,6%)    | 11 (1,2%)   |
| Азијати           | 3 (0,3%)    | 5 (0,6%)    |
| Хиспаноамериканци | 7 (0,7%)    | 4 (0,4%)    |
| Укупно            | 983         | 904         |